# Ludovic Payen
Ludovic Payen (* 18. Februar 1995 in Vernon) ist ein französischer Hürdenläufer, der sich auf die 110-Meter-Distanz spezialisiert.

## Sportliche Laufbahn
Erste internationale Erfahrungen sammelte Ludovic Payen im Jahr 2017, als er bei den U23-Europameisterschaften in Bydgoszcz in 13,49 s die Goldmedaille gewann. 2019 nahm er an der Sommer-Universiade in Neapel teil und belegte dort in 13,57 s den fünften Platz.

## Persönliche Bestleistungen
- 110 m Hürden: 13,38 s (+1,1 m/s), 20. Juni 2018 in Bonneuil-sur-Marne
  - 60 m Hürden (Halle): 7,66 s, 13. Februar 2018 in Liévin